# Hrvatsko vijeće obrane
Hrvatsko vijeće obrane (skr. HVO), bilo je oružana snaga i najviše izvršno i upravno tijelo Hrvatske Republike Herceg-Bosne te glavna oružana snaga Hrvata u Bosni i Hercegovini za vrijeme rata u Bosni i Hercegovini. Osnovano je 8. travnja 1992. što se slavi kao Dan utemeljenja HVO-a. HVO je nakon Daytonskog mirovnog sporazuma definiran kao hrvatska sastavnica Vojske Federacije Bosne i Hercegovine, a nakon reforme obrane 2005. godine, preustrojen je u 1. pješačku (gardijsku) pukovniju, jednu od tri pukovnije u okviru Oružanih snaga Bosne i Hercegovine.

## Izvršno i upravno tijelo
Hrvatsko vijeće obrane bilo je nositelj izvršne i upravne vlasti u Herceg-Bosni. U statutarnoj odluci, tu dužnost HVO je nosio privremeno do uspostave redovne izvršne i upravne vlasti i bilo je odgovorno Predsjedništvu Herceg-Bosne.
Na čelu Hrvatskog vijeća obrane bio je predsjednik, a ostalo vodstvo su činili dopredsjednici i tajnik HVO-a. Dužnosnici su mogli biti imenovani i smijenjeni po prijedlogu predsjednika HVO-a ili Predsjedništva Herceg-Bosne, dok je HVO imao isljučivu ovlast u imenovanju i smjeni tajnika.
Predsjednik HVO-a imao je obvezu rukovoditi djelovanjem HVO-a za kojeg je snosio odgovornost, osiguravati jedinstvo političkog i upravnog djelokruga HVO-a, ostvarivati suradnju s drugim tijelima i organizacijama Herceg-Bosne te usmjeravati djelovanje HVO-a kao cjeline i njegovih članova pojedinačno. U slučaju odsutnosti ili spriječenosti predsjednika u djelovanju određeno je da ga zamijeni dopredsjednik po određenju predsjednika. Predsjednik i članovi HVO-a uživali su imunitet.
HVO je imao ovlasti donositi uredbe, rješenja i zaključke kojima je uređivao gospodarske i druge odnose na području Herceg-Bosne. Zbog obavljanja određenih stručnih poslova u HVO-u su osnovana i tri stručna tijela:
- Komisija za propise,
- Komisija za obnovu i razvoj,
- Komisija za pretvorbu vlasništva i rekonstruiranje privrede.

Po potrebi je HVO mogao obrazovati i druga tijela.
Kao nositelj izvršne i upravne vlasti HVO je imao organizirane odjele u različitim segmentima:
- Odjel obrane,
- Odjel unutarnjih poslova,
- Odjel gospodarstva,
- Odjel financija,
- Odjel društvenih djelatnosti,
- Odjel pravosuđa i uprave.

HVO je imao ovlasti osnivati i druge odjele po potrebi. Na čelu odjela bio je predstojnik koji je imao ovlasti donositi pravne akte u okviru ovlasti odjela kojega je predstavljao. Odjeli su imali zadaću provoditi i primjenjivati opće pravne akte koji su vrijedili na području Herceg-Bosne. Imali su pravo dostavljati prijedloge u okviru svog djelokruga Hrvatskom vijeću obrane, a unutar svog djelokruga su donosili pravne akte i obavljali nadzor nad tijelima lokalne uprave te drugim tijelima koja su obavljala javnu vlast na području Herceg-Bosne.

## Rat u Bosni i Hercegovini
Prvi znak rata u BiH bilo je uništenje naselja Ravno, u Istočnoj Hercegovini, nastanjenog Hrvatima, u srpskom okruženju, u studenom 1991. godine. Predsjednik Predsjedništva RBiH Alija Izetbegović je tvrdio da rata neće biti i da to nije njihov (bošnjački) rat.

### Obrana od srpskog agresora
Dana 18. studenog 1991., hrvatsko političko vodstvo u Bosni i Hercegovini osniva Hrvatsku zajednicu Herceg-Bosnu. Herceg-Bosna radi obrane Hrvata organizira Hrvatsko vijeće obrane (HVO) koji je službeno osnovan 8. travnja 1992. kao vrhovno tijelo obrane hrvatskog naroda u Hrvatskoj zajednici Herceg-Bosni i kao najviše izvršno i upravno tijelo Herceg-Bosne do uspostave redovite izvršne vlasti. HVO-u je prvenstveni cilj bio obrana većinskih hrvatskih područja u BiH od srpske agresije, a u tome je imao potporu u financijama i naoružanju od strane Hrvatske vojske. 
Dana 18. rujna 1991. godine, počinje obrana od agresije u Bosni i Hercegovini. Hrvati i Bošnjaci od 20. rujna 1991. godine počinju formirati seoske postrojbe HVO-a, a usporedno počinje formiranje i bolje opremljenih i pokretnijih vojnih postrojbi. Upravo te postrojbe sprječavaju daljnje napredovanje JNA i VRS-a. Jedinice HVO-a se bolje naoružavaju te se pokreću planovi za oslobodilačke akcije. 
Dana 10. travnja 1992. godine, nadmoćniji srpski agresor zauzima Kupres, a tijekom spomenute bitke poginulo je ili nestalo 160 hrvatskih vojnika. Od 13. do 23. travnja 1992. godine, uspješno je obranjeno Livno. Dana 23. travnja 1992. godine oslobođena je čapljinska vojarna, prva vojarna u BiH oslobođena od srpskog agresora. U lipnju 1992. godine kreće operacija oslobađanja doline rijeke Neretve poznatija kao Operacija Lipanjske zore. Operacija je počela 7. lipnja 1992. godine oslobođenjem desne obale rijeke Neretve. 14. lipnja 1992. godine počinje se oslobađati i lijeva obala Neretve, a akcija završava 26. lipnja kada je srpsko-crnogorski agresor odbačen na visove Veleža. Hrvatsko vijeće obrane sada kontrolira dolinu Neretve, zapadnu Hercegovinu, Livno i manji dio Livanjskog polja, prostor Srednje Bosne i dio Bosanske Posavine oko Orašja.
Zbog sve većeg jačanja Herceg-Bosne, HVO dolazi u sukob s HOS-om koji je bio lojalan predsjedništvu BiH. Nakon ubojstva zapovjednika HOS-a general-bojnika Blaža Kraljevića, od pripadnika Kažnjeničke bojne, jedinice HVO-a, HOS se počeo raspadati da bi početkom 1993. kao organizacija prestao postojati, a njegovi pripadnici su većinom prešli u redove HVO-a. Odnosi između HVO-a i Armije BiH postaju sve zategnutiji.

### Bošnjačko-hrvatski sukob
Radi nadoknađivanja slabih izvora popune ljudstvom, pomoći redovnim postrojbama i čuvanja objekata i održavanja javnog reda i mira kasne jeseni izdane su uredbe o osnivanju Civilne zaštite HVO 1992., a provedbene naputke 5. veljače 1993. dao je Ured za obranu HVO. Muslimanska agresija na Hrvate odgodila je provedbu.
Krajem 1992. i početkom 1993. godine dolazi do većih sukoba Bošnjaka i Hrvata na područjima Hercegovine: Mostar, Jablanica, Prozor-Rama, Konjic, u dolini rijeke Lašve: Travnik, Novi Travnik, Vitez, Busovača, u dolini gornjeg toka rijeke Vrbas: Uskoplje, Bugojno, u dolini rijeke Lepenice: Kreševo, Kiseljak, Fojnica, na područjima Bosne: Kakanj, Vareš, Maglaj, Zenica, Zavidovići i Žepče.
Bošnjačko-hrvatski sukob počinje 23. studenog 1992. godine. Armija RBiH je napala HVO u Novom Travniku i okolnim selima. Ciljevi napada su bili: zapovjedinštvo HVO-a i ratna bolnica te benzinska crpka. Za tih borbi ranjeno je 16, a poginulo 8 vojnika HVO-a. Napadnuti su predsjednik HVO-a Jajce Nikola Bilić, i zapovjednik HVO-a Jajce Stjepan Blažević, a tri dana prije, ubijen je zapovjednik (Ivica Stojak), a teško ranjen načelnik HVO-a Travnik. Sukob se dogodio i u Uskoplju, gdje je Armija BiH za cilj imala zauzeti prometnicu Bugojno – Uskoplje. U Prozor-Rami, Armija BiH postavlja uličnu barikadu kod zgrade stare pošte, nastaje pucnjava koja se rasplamsava u otvoreni sukob, koji je potrajao više od pola dana. Navedeni lokalni sukobi završeni su potpunim porazom lokalnih bošnjačkih snaga, koje su ipak postigle svoj glavni cilj – prekinuti pomoć Jajcu koje je trpilo najžešće udare srpskih snaga.
Od 20. do 30. siječnja 1993., mnogobrojnija Armija Republike Bosne i Hercegovine napada Hrvate u Busovači. Najžešći napad je bio na selo Kaćune. Uspjevši zauzeti spomenuto selo, Armija RBiH je podijelila snage HVO-a u središnjoj Bosni na dvije enklave, jednu u dolini Lašve, drugu u dolini Lepenice. Najveće gubitke tijekom napada na Busovaču, Bošnjaci su imali preko planinskog masiva Hum-Kula, gdje su na dobro pripremljenim zaprekama HVO-a ginuli u valovima. Krajem siječnja, Bošnjaci suočeni s ogromnim gubicima prekidaju borbe s HVO-om, praktično priznajući privremeni poraz ideje o zauzimanju središnje Bosne.
U ratnom sukobu između HVO-a i Armije RBiH na području općine Gornji Vakuf-Uskoplje bošnjačke oružane snage upiru sve snage da osvoje prometnicu Bugojno – Uskoplje i spoje se kod Jablanice s pravcima prema Sarajevu i Mostaru. Sve veće napetosti dovode do pravog ratnog okršaja u noći 10. i 11. siječnja 1993. godine. U tom sukobu vojnici Armije RBiH počinili su ratni zločin nad 13 hrvatskih civila i 8 zarobljenih vojnika HVO-a, a prognano je 7000 Hrvata. Na ovaj napad Armije RBiH, uskopski HVO je snažno odgovorio te je zadržao jednu polovicu grada.
Dana 25. siječnja 1993. godine, Armija Bosne i Hercegovine napada Hrvate u Kiseljaku i zauzima sela oko Bilalovca u sjevernom dijelu općine, no ne uspijeva osvojiti svoj glavni cilj, raskrižje prema Fojnici nedaleko od Gomionice, jakog uporišta hrvatskih snaga. Postrojbe HVO-a, nepripremljene na napad dojučerašnjih saveznika, sređuju i osnažuju svoje redove te dva dana poslije izvode protunapad, ukopavajući se na novim položajima.
Do sukoba između Armije RBiH i HVO-a na području konjičke općine dolazi u ožujku 1993. Neočekivan napad Armije RBiH na područje Konjica imao je za posljedicu da su bošnjačke snage bez većih gubitaka ovladale cijelom općinom Konjic uvodeći tako bošnjačku vlast, provodeći nakon toga teror i zločin nad Hrvatima Konjica. HVO gubi kontrolu nad općinom, a 9000 Hrvata je protjerano.
Sukobi između HVO-a i Armije RBiH u Jablanici počinju u travnju 1993. godine. Nakon ubojstva jednog pripadnika HVO-a, napetosti između Armije RBiH i HVO-a prerastaju u otvoreni ratni sukob. U gradu je nesnosan život za Hrvate, oni gladuju, gube radna mjesta, otimaju im stanove, pljačkaju ih i stalno ponižavaju. HVO se povlači u hrvatska sela, a stanovništvo bježi.
Dana 9. svibnja 1993. godine nakon povratka sa smjene, koju su Bošnjaci i Hrvati zajednički održavali na crti prema Srbima, brojnim Hrvatima je bilo oduzeto oružje, a nakon toga su smješteni u zarobljeničke logore. Dolazi do žestokih sukoba između HVO i Armije RBiH, u kojima bošnjačka vojska pokušava zauzeti čitav Mostar. Dana 19. svibnja 1993. godine, jedinice Armije RBiH smještene u zapadnom dijelu grada Mostara pokrenule su drugu veliku ofenzivu. Vode se žestoke borbe, koje su trajale dva dana, nakon čega su svi sumnjivi civili i vojnici zatvoreni u zarobljeničke logore. 
Armija BiH napada travničke Hrvate, 8. lipnja 1993. godine. Nadmoćnije postrojbe Armije BiH napale su postrojbe HVO-a i u idućih nekoliko dana potisnuli su ih na plato Vlašića koji je bio pod nadzorom srpskih paravojnih postrojbi. Samo toga dana ubijeno je i poginulo 137 pripadnika HVO-a i hrvatskih civila. Do kraja rata ukupno je poginulo i ubijeno 427 branitelja i 124 hrvatska civila Travnika. Prognano je blizu 20.000 Hrvata, a njihovi domovi i gospodarski objekti su opljačkani i u najvećoj mjeri uništeni. 
Dana 12. lipnja 1993. u povijesnoj bitci na koti Hrašče, u narodu poznatoj kao Pješčara, u kojoj su, tijekom bošnjačko-hrvatskog sukoba, pripadnici Hrvatskog vijeća obrane odbacili napade nadmoćnije Armije RBiH i time obranili gotovo čitavu Lašvansku dolinu. Tijekom dana poginula su 22, a u obrani tog vrlo važnog strateškog položaja tijekom rata poginulo je ukupno 68 vojnika HVO-a, a više od stotinu ih je ranjeno. HVO uspijeva zadržati kontrolu nad većim dijelom općina Novi Travnik, Vitez, Busovača zajedno s istoimenim gradovima te manjim, južnim dijelom travničke općine (Nova Bila i okolica). Osobito teška je bila obrana Busovače, kada je 1400 vojnika HVO-a od grada odbilo 8500 vojnika Armije RBiH. Unatoč tome HVO nije mogao spriječiti brojne ratne zločine koji su počinjeni nad hrvatskim stanovništvom u području Lašvanske doline. 
Na području Žepča Hrvati i Bošnjaci se vojno i politički organiziraju u HVO. Kasnije se formira Armija RBiH. Na katolički blagdan Sv. Ivana Krstitelja, 24. lipnja 1993. godine muslimanske snage napadaju grad Žepče i pojedina sela oko njega. Žepački Hrvati su u potpunom okruženju srpskih snaga s jedne i Armije BiH s druge strane. Borbe su žestoke, s mnogo ranjenih i poginulih vojnika je na sve tri strane, a veći dio općine Žepče ostaje pod kontrolom HVO-a.
U Zavidovićima sukob između Armije RBiH i Hrvatskog vijeća obrane počinju u lipnju 1993. godine. Najveće borbe se događaju u selu Gornja Lovnica koje se nalazi u potpunom bošnjačkom okruženju. Bolje naoružana i mnogoljudnija Armija RBiH granatira katoličku crkvu, groblje, hrvatske kuće i gospodarske zgrade. Selo kao i još neki predjeli općine Zavidovići ostaju pod kontrolom Hrvatskog vijeća obrane.
U Kreševu, u kojem su Hrvati bili većina (70 %) formira se HVO. U njegove postrojbe se uključuju i Bošnjaci. Kasnije, Bošnjaci prelaze iz redova HVO-a u redove Armije RBiH te se pripremaju za napad na Hrvate. Kreševska Armija RBiH u lipnju 1993. godine, ojačana drugim postrojbama silovito napada HVO i zauzima neka sela oko Kreševa te ih etnički čisti od 610 Hrvata koji su tu živjeli. Napadi se nastavljaju, no HVO uspijeva zadržati kontrolu nad Kreševom.
Dana 13. lipnja 1993. godine, Armija RBiH napada HVO u Kaknju. Siloviti napadi se nastvaljaju tako da Kakanj pada u ruke Armije na blagdan Sv. Ante Padovanskog 1993. godine. Osim Kaknja Armija BiH napada i Kraljevu Sutjesku (važno mjesto u povijesti hrvatskog naroda i  katoličanstva u Bosni i Hercegovini), u općina Kakanj, te je osvaja. Dolazi do jedne od najtragičnijih epizoda u povijesti  bosanskohercegovačkih Hrvata. Svi Hrvati iz općine Kakanj bježe prema Varešu.
Na području Bjelopoljske kotline, sjeverno od Mostara, 30. lipnja 1993. godine dolazi do pobune bošnjačkih pripadnika koji su se do tada borili u postrojbama HVO-a. Bošnjaci uperuju puške u svoje dojučerašnje suborce Hrvate te tako u toj iznenadnoj pobuni dolazi do velikog broja zarobljavanja i ubojstava hrvatskih pripadnika mostarskog HVO-a. Tako HVO gubi kontrolu nad istočnim dijelom grada, brojnim sjevernim te jugoistočnim prigradskim naseljima na lijevoj obali Neretve.  U daljnjem tijeku sukoba, dio grada pod kontrolom Armije RBiH je blokiran i granatiran od strane HVO-a. U jednom takvom granatiranju 9. studenog 1993. godine srušen je i Stari most. Armija RBiH u samom gradu je bila u očajnom stanju te je bila primorana da surađuje i nabavlja oružje od VRS-a.
Kakanjski Hrvati (njih oko 15.000) pronalaze utočište u Varešu. Bio je to strašan pritisak izbjeglica na mali Vareš i njegove ograničene mogućnosti. Tada u općini živi 37.000 Hrvata u srpskom i bošnjačkom okruženju. Stalno u strahu od bošnjačkog nasilja, krajem kolovoza 1993. godine započinje evakuacija civila konvojima preko srpskih teritorija prema Hercegovini. Postrojbe Armije BiH kreću u konačni napad na Vareš 18. listopada 1993. godine. Vareš brani brigada HVO-a "Bobovac" koja broji oko 1650 vojnika. Položaji vareškog HVO-a padaju 2. studenog 1993. godine, hrvatska vareška sela teško stradavaju, civili panično bježe. U svega nekoliko dana etnički je od Hrvata očišćen grad Vareš i sva hrvatska vareška sela.
Dana 16. srpnja 1993. godine, pao je Malkoč, zadnja linija obrane i time je završen napad Armije Bosne i Hercegovine na Hrvate u Fojnici. Bolje naoružana i brojnija Armija RBiH žestoko je napala dio gradića koji nastanjuju Hrvati i osvajala ulicu po ulicu te palila hrvatsku imovinu. U četranestodnevnom napadu, bošnjačka vojska je ubila 35 Hrvata (17 vojnika HVO-a i 18 civila), 220 ih je zatočeno, a oko 6000 Hrvata krenulo je u zbjeg.
Dana 28. srpnja 1993. godine, završen je napad Armije Republike Bosne i Hercegovine na Hrvate u Bugojnu. U desetodnevnom napadu, bošnjačka vojska je ubila 140 Hrvata, a njihova je imovina popaljena ili opljačkana. U logorima je završilo oko 3000 Hrvata, a 13.000 ih je protjerano, što sve zajedno graniči s genocidom.
Dana 11. i 12. studenog 1993. godine, Hrvatsko vijeće obrane je ponovno vratilo pod svoj nadzor važnu kotu Bašino brdo. Navedenu kotu, koja je bila vrlo važna za nadzor fojničke i kiseljačke općine, zauzela je Armija RBiH tri mjeseca ranije. Ponovno vraćanje Bašina brda pod svoj nadzor svojim životima platilo je 36 vojnika HVO-a, a više od stotinu ih je ranjeno. Sutradan na pragu fojničkog samostana, pripadnik Armije RBiH je ubio gvardijana i vikara.
Dana 9. siječnja 1994. godine, Armija Bosne i Hercegovine je napala Vitez. Toga dana bošnjačka vojska je probila crte obrane Viteške brigade HVO-a i upala u Buhine kuće, zaseok sela Šantići, ubijeno je 27 hrvatskih vojnika i civila. Posebno žestok napad bio je s južne strane općine, ali neprijatelj je zaustavljen i odbijen od Viteza. Tog dana ubijen je 31, a ranjeno 50-ak hrvatskih branitelja, što ga čini jednim od najkrvavijih.
Dana 10. siječnja 1994. godine, pripadnici 115. brigade Hrvatskog vijeća obrane "Zrinski" Tuzla, na temelju lošeg iskustva pripadnika Sarajevskog HVO-a, odnosa Bošnjaka prema susjednim hrvatskim enklavama Vareš i Žepče, položili su oružje kako bi spriječili već isplanirani pokolj i progon Hrvata tuzlanskog kraja.
Dana 24. siječnja 1994. godine, Ramska brigada Hrvatskog vijeća obrane je zauzela selo Here i kotu Zavišće nakon cjelodnevnih borbi s Armijom RBiH u okviru operacije Tvigi '94. Navedeni položaji su imali veliku važnost, a ovim uspjehom uspostavljen je novi odnos na ramsko-uskopaljskoj bojišnici.
Dana 29. i 30. siječnja 1994., nakon bitki za važne kote Meoršje i Bašino Brdo, pripadnici Hrvatskog vijeća obrane uspjeli su izboriti i treću pobjedu za ključnu kotu Zavrtaljka. U borbama s Armijom RBiH poginulo je 11 hrvatskih branitelja, a tom pobjedom osiguran je opstanak Hrvata u Kiseljaku, Kreševu i dijelu fojničke općine.
Bošnjačko-hrvatski sukob je završen je potpisivanjem Washingtonskog sporazuma u ožujku 1994. godine. Tada je dogovoreno primirje između HVO-a i Armije RBiH, ukidanje Hrvatske Republike Herceg-Bosne i osnivanje Federacije Bosne i Hercegovine koja će biti sastavljena od hrvatskih i bošnjačkih teritorija, a bit će podijeljena na županije. Županije (kantoni) će spriječiti dominaciju jednog naroda nad drugim.

### Uspješne operacije protiv Srba
Nakon potpisivanja Washingtonskog sporazuma HVO je s Hrvatskom vojskom, a u nekim akcijama i s Armijom Republike Bosne i Hercegovine počeo nizati ratne pobjede protiv srpskog neprijatelja. 
U  Operaciji Cincar, prvoj koordiniranoj akciji HVO-a i Armije BiH, koja je trajala od 1. studenog do 3. studenog 1994. godine, oslobođeno je područje ukupne površine 200 četvornih kilometara, a vojska bosanskih Srba je odbačena dalje od planine Cincar. Otvorena je cesta Bugojno – Livno te je oslobođen veći dio strateški važnog Kupreškog polja i sam gradić Kupres i okolna sela.
Operacija Zima '94. odvijala se u razdoblju od 29. studenog do 24. prosinca 1994. godine na području  Livanjskog polja i planine Dinare. U toj akciji postrojbe HV-a i HVO-a su oslobodili područje od 200 četvornih kilometara.  Srpske snage su poražene na Dinari i veći dio Livanjskog polja našao se pod nadzorom HV-a i HVO-a, a posredno je spašena Bihaćka enklava. 
U jednodnevnoj akciji HV-a i HVO-a pod nazivom Operacija Skok-1, 7. travnja 1995. godine, Srbi su ponovno poraženi na Dinari. Oslobođeno je dodatnih 75 četvornih kilometara. Hrvatske su se snage proširile bočno, prema zapadnoj strani, pa je time sigurnost postrojbi na Dinari postala stabilnija, a posebice sigurnost  Livanjskog polja. Važan segment operacija na Dinari bio je zahtjevan i iznimno težak posao probijanja cesta na vrlo nepristupačnom planinskom području putem kojih se na najviše visove Dinare moglo dopremiti teško naoružanje – topovi i tenkovi. Probijanje cesta obavila je inženjerija HV-a i HVO-a pod vodstvom generala Ljube Ćesića Rojsa. Time je učinjen kolosalni starteški preokret – do tada nepristupačna planina Dinara postala je glavna cesta prilaza tenkovima HV-a, što će posebno doći do izražaja u predstojećoj operaciji "Oluja".
Operacija Skok-2 je izvedena je od 4. do 11. lipnja 1995. godine na Dinari i Livanjskom polju. Njome su hrvatske snage (HV i HVO) osloboili dodatni prostor od 450 četvornih kilometara te je pod nadzor stavljeno cijelo Livanjsko polje. Otad se mogla nadzirati i Cetinska dolina te Vrličko polje, kao i dio Glamočkog polja te put Glamoč – Bosansko Grahovo.
Operacija Ljeto '95. bila je uveritira u Oluju. Zauzeto je područje ukupne površine 1600 četvornih kilometara uključujući gradove Bosansko Grahovo i Glamoč. Zauzimanjem Bosanskog Grahova hrvatske snage izbile su na prilaze Kninu i presjekle jedinu komunikaciju koja iz Knina preko Drvara vodi prema Banji Luci. Vojska Republike Srpske odbačena je dublje u Bosnu, a Knin i cjelokupno područje  Dalmacije pod okupacijom srpskih odmetnika gubi najvažniju prometnicu i dolazi u poluokruženje. Istovremeno, inženjerija Srpske vojske Krajine otpočinje danonoćnim radovima na osposobljavanju jedine preostale prometnice koja izvodi prema Bosni (Knin – Otrić – Srb – Gornji Lapac).
Uloga HVO-a i vodstva Hrvatske Republike Herceg-Bosne u akciji Oluja, najpoznatijoj i najvećoj pobjedi Hrvatske vojske, bila je značajna. HVO je u prethodnim akcijama u zapadnoj Bosni omogućio i u znatnoj mjeri olakšao HV-u da oslobodi okupirana područja u Hrvatskoj. Bosna i Hercegovina i Hrvatska bile su jedno ratište. Srpski agresor uopće nije poštivao granice tih dviju država. Naprotiv, on je prekrajao granice. S druge strane, akcije HV-a, kada je riječ o BiH, bile su u skladu s međudržavnim sporazumima BiH i Hrvatske. Nevezano za Oluju, Hrvati Bosne i Hercegovine su na početku rata agresora zaustavili na južnom pravcu. Već na samom početku rata u BiH, operacijom Lipanjske zore dijelom su spriječeni napadi srpskog agresora na južnu Dalmaciju, a u potpunosti na srednju Dalmaciju što je u potpunosti spasilo Dalmaciju od katastrofe. 
U  Maestralu, prvoj značajnijoj operaciji združenih snaga HV-a, HVO-a i Armije BiH u zapadnoj Bosni, zauzeti su veći prostori zapadne Bosne uključujući gradiće Drvar, Šipovo, Jajce, Bosanski Petrovac, Bosanska Krupa i Ključ. Trajala je od 8. rujna do 17. rujna 1995. godine, a taj hrvatsko-bošnjački udar je Republici Srpskoj odlomio komad po komad teritorija i donio na tisuće izbjeglica koje su se u kolonama slijevale prema Prijedoru i  Banjoj Luci. Maestralom moral Srba je znatno oslabljen, diljem  RS-a zavladala je panika.
Operacija Južni potez je bila posljednja operacija HV-a i HVO-a tijekom pobjedonosnog niza operacija nakon kojih je u potpunosti izmijenjena strateška situacija na prostorima Hrvatske i BiH. Bila je logički nastavak mjesec dana ranije izvedene operacije Maestral. Počela je 8. listopada 1995. godine. Tijekom operacije Južni potez zauzeto je područje ukupne površine 800 kvadratnih kilometara uključujući Podrašničko polje, selo Čađavicu, hidroelektranu Bočac i dijelove planine Manjače. Crta obrane postavljena je na planini Manjači, 23 kilometra od grada Banje Luke, što je bilo u dosegu hrvatskog dalekometnog topništva. Srpske snage su razbijene i u kaosu se povlače prema Banjoj Luci, a zajedno s njima i nova kolona srpskih izbjeglica. Srpski vrh je u panici – eventualni pad  Banje Luke psihološki bi odjeknuo poput pada Knina – padom Banje Luke praktički bi pala i cijela Republika Srpska jer bi vrlo brzo cijeli srpski teritorij zapadno od Brčkog vjerojatno pao u ruke hrvatskih ili bošnjačkih snaga. Akcija Južni potez, prekinuta je na zahtjev međunarodne zajednice 15. listopada 1995.

## Ustroj i zapovjedna struktura
Civilni elementi Hrvatskog vijeća obrane Hrvatske zajednice Herceg-Bosne bili su formalno uspostavljeni 8. travnja 1992. radi koordinacije djelovanja mjesnih vojnih snaga Hrvata. Civilna sastavnica HVO-a bila je zamišljena kao najviša izvršna i upravna vlast na teritoriju Herceg-Bosne, kao potrebna privremena mjera, dok vlada Republike Bosne i Hercegovine ne preuzme odgovornost za zaštitu svih građana države. Pravno opravdanje za osnivanje samostalnih vojnih snaga nađeno je u zakonskim odredbama SR BiH, koje su građanima i njihovim građanskim udrugama davale pravo organiziranja u samoobrani, kada i ako ih vlada ne može ili neće braniti na zadovoljavajući način. stvaranje HVO-a je bila zaštitna reakcija, a ne agresivni korak k izazivanju raspada Bosne i Hercegovine.
Vojna komponenta HVO-a formalno je uspostavljena 15. svibnja 1992., osnivanjem odjela za obranu u HVO-u, premda neke sastavnice, poput Glavnog stožera HVO-a, glavne logističke baze i zapovjedništava, bili osnovani već ranije, a neke borbene postrojbe HVO-a također su već postojale. Nastajuća nova organizacijska struktura HVO-a općenito je slijedila obrazac stare Teritorijalne obrane JNA, kako na višoj, regionalnoj, tako i na nižoj, lokalnoj razini.
Dok su Bošnjaci preuzeli staru Teritorijalnu obranu JNA i zatim dopustili JNA da ju uništi, bosanskohercegovački Hrvati morali su svoje lokalne postrojbe stvarati ni iz čega, razvijajući ih iz kriznih stožera, tada postojećih oko Hrvatske demokratske zajednice Bosne i Hercegovine i općinskih političkih organizacija. Tijekom travnja i svibnja 1992., organizacijske aktivnosti i obuka ubrzani su i mjesni krizni stožeri HVO-a preimenovani su u općinska zapovjedništva HVO-a, podčinjena Glavnom stožeru HVO-a u Mostaru. 

### Operativne zone
Isprva je svaka općina u Hrvatskoj zajednici Herceg-Bosni bila odgovorna za svoje obrambene pripreme. Poslije, HVO dijeli odgovornost za obranu teritorija Herceg-Bosne na četiri operativne zone sa stožerima u Tomislavgradu, Mostaru, Vitezu i Orašju. 
Općine Posušje, Tomislavgrad, Livno, Kupres, Bugojno, Gornji Vakuf-Uskoplje i Prozor-Rama pripale su Operativnoj zoni Sjeverozapadna Hercegovina. 
Općine Konjic, Jablanica, Mostar, Široki Brijeg, Grude, Ljubuški, Čitluk, Čapljina, Stolac, Neum i Ravno pripale su Operativnoj zoni Jugoistočna Hercegovina. 
Glavni gradovi u Operativnoj zoni Srednja Bosna bili su Jajce, Travnik, Novi Travnik, Vitez, Busovača, Kiseljak, Kreševo, Zenica, Kakanj, Vareš, Žepče, Zavidovići, Maglaj, Teslić, Tešanj i Sarajevo. 
Ostatak Hrvatskog vijeća obrane Hrvatske zajednice Bosanske Posavine u Orašju tvorio je Operativnu zonu Bosanska Posavina. Premda je bilo nastojanja da se koordiniraju operacije između četiri operativne zone, njihova koordinacija i suradnja nikada nisu bile osobito dobre.  
Operativna zona s teritorijalnim odredištem bila je glavna upravna i operativna jedinica u strukturi HVO-a. Po funkciji nalikujući, otprilike, združenom stožeru u Kopnenoj vojsci SAD-a ili NATO-u, stožeri operativnih zona HVO-a imali su nadzor nad pormjenjivim brojem podčinjenih taktičkih brigada, ali su pod zapovjedništvom imali mnogo manje borbenih postrojbi i mnogo manje jedinica organske borbene potpore i jedinica servisne potpore nego združeni stožer NATO-a ili Kopnene vojske SAD-a. Štoviše, stožeri operativnih zona HVO-a bili su mnogo manji. Prijedlog služebene popune stožera OZ HVO-a iz studenog 1992. predviđao je samo 41 časnika i nešto više od šezdeset djelatnika. Ta razina popunjenosti nikad nije bila postignuta u Sjeverozapadnoj Hercegovini i Srednjoj Bosni pa vjerojatno i Bosanskoj Posavini. U Jugoistočnoj Hercegovini jer bilo više časnika i djelatnika u stožeru nego što ih je trebalo biti. Malen broj časnika je imao ozbiljno vojno obrazovanje potrebno za ispunjavanje povjerene zadaće.
U srpnju 1992. zapovjedništvo HVO-a u srednjoj Bosni osniva četiri niža teritorijalna zapovjedništva da nadziru operacije u raznim općinama, a poslije i taktičke brigade. Pretvaranjem Zapovjedništva vojnih snaga Srednje Bosne u Operativnu zonu Srednja Bosna, zapovjednik te zone reoorganizirao je i niža teritorijalna zapovjedništva, koja su dotad također nosila naziv Operativne zone u novoimenovane Operativne grupe. Stožer Operativne zone Srednja Bosna je prebačen iz Uskoplja u Vitez, a općine Bugojno, Gornji Vakuf-Uskoplje i Prozor-Rama postali su dio Operativne zone Sjeverozapadna Hercegovina. 
Nova prva Operativna grupa u Srednjoj Bosni dobila je nadležnost nad općinama Travnik, Novi Travnik, Vitez, Jajce i Zenica. Druga operativna grupa preuzima Kiseljak, Kreševo, Fojnicu, Vareš, Kakanj i Sarajevo. Treća operativna grupa preuzima odgovornost za Žepče, Zavidoviće, Maglaj, Teslić i Tešanj. Na kraju bošnjačko-hrvatskog sukoba, pod prvu operativnu grupu spadat će Nova Bila, Novi Travnik, Vitez i Busovača, pod drugu Kiseljak, Kreševo i dio fojničke općine, a pod treću Žepče i Usora. Brigada Kralj Tvrtko u Sarajevu je tvorila četvrtu samostalnu operativnu grupu, koja je nasilno ugašena od strane Armije Republike Bosne i Hercegovine.

### Ustroj 1993.
- Predsjednik HZ HB, vrhovni zapovjednik HVO-a: Mate Boban
- Predstojnik odjela obrane HVO-a: Bruno Stojić
- Glavni stožer HVO-a u Grudama, zapovjednici: Žarko Tole, Milivoj Petković, Slobodan Praljak i Ante Roso

- Operativna zona Jugoistočna Hercegovina
  - Stožer u Širokom Brijegu, zapovjednik: Miljenko Lasić
  - 8 pješačkih brigada
  - 4 samostalne pješačke bojne (svaka od stožerne satnije, tri pješačke i jedne inženjerijske satnije)
  - 1 bojna VP

- Operativna zona Sjeverozapadna Hercegovina
  - Stožer u Tomislavgradu, zapovjednik: Željko Šiljeg
  - 4 pješačke brigade
  - 1 bojna VP

- Operativna zona Srednja Bosna
  - Stožer u Vitezu, zapovjednik: Tihomir Blaškić
  - 8 pješačkih brigada
  - Postrojba za posebne namjene "Vitezovi"
  - 1 bojna VP

- Operativna zona Bosanska Posavina
  - Stožer u Orašju, zapovjednik: Đuro Matuzović
  - 8 pješačkih brigada
  - 1 bojna VP

|  | Prvotna inačica grba HVO-a nastala je po uzoru na grb HV-a, ali nije sadržavala krune iznad hrvatskog grba. Spomenuti grb se uvelike proširio među vojnicima i do kraja rata je nošen na lijevom rukavu uniforme. Na službenim dokumentima HVO-a, u početku je korišten hrvatski povijesni grb, koji je poslije zamijenjen grbom, prvotno izrađivanim za hrvatsku policiju. Poslije je taj grb prihvaćen kao grb Herceg-Bosne i Hrvata u BiH. |

### Ustroj 1995.
Ukupno: 50.000 vojnika
- Glavni stožer HVO-a u Posušju

- Zborno područje Mostar, stožer u Čitluku:
  - 2. gardijska brigada HVO-a – Mostar
  - 40. domobranska pukovnija Ranko Boban – Grude
  - 41. domobranska pukovnija Knez Branimir – Čitluk
  - 50. domobranska pukovnija Knez Domagoj – Čapljina
  - 51. domobranska pukovnija Stjepan Radić – Ljubuški
  - 56. domobranska pukovnija – Konjic
  - 81. domobranska pukovnija – Mostar
  - 82. domobranska pukovnija – Mostar
  - 83. domobranska pukovnija Mario Hrkač Čikota – Široki Brijeg

- Zborno područje Tomislavgrad, stožer u Tomislavgradu:
  - 1. gardijska brigada HVO-a Ante Bruno Bušić – Livno
  - 1. domobranska pukovnija – Posušje
  - 55. domobranska pukovnija – Kupres
  - 79. domobranska pukovnija Kralj Tomislav – Tomislavgrad
  - 80. domobranska pukovnija Kralj Petar Krešimir IV. – Livno
  - 42. domobranska pukovnija Rama – Prozor-Rama
  - 43. domobranska pukovnija Ante Starčević – Uskoplje
  - 97. domobranska pukovnija Hrvoje Vukčić Hrvatinić – Prozor-Rama
  - domobranska pukovnija Eugen Kvaternik – Prozor-Rama
  - Topnička grupa (130 and 203mm)
  - VBR grupa (40 x 122mm BM-21/DACIA)

- Zborno područje Vitez, stožer u Vitezu:
  - 3. gardijska brigada HVO-a Jastrebovi – Vitez
  - 91. domobranska pukovnija Fran Krsto Frankopan – Travnik
  - 92. domobranska pukovnija – Vitez
  - 93. domobranska pukovnija Nikola Zrinski – Busovača
  - 94. domobranska pukovnija Stjepan Tomašević – Novi Travnik
  - 95. domobranska pukovnija Kreševo
  - 96. domobranska pukovnija Bobovac – Višnjići (Vareš)
  - 110. domobranska pukovnija – Usora
  - 111. domobranska pukovnija – Xp – Žepče
  - 44. domobranska bojna Jure Francetić – Zenica
  - 45. domobranska bojna – Teslić – Komušina

- Zborno područje Orašje, stožer u Orašju:
  - 4. gardijska brigada HVO-a Sinovi Posavine
  - 106. domobranska pukovnija
  - 201. domobranska pukovnija
  - 202. domobranska pukovnija

- Postrojbe pod zapovjedništvom Armije RBiH:
  - Prvi korpus Armije RBiH: brigada Kralj Tvrtko – Sarajevo
  - Drugi korpus Armije RBiH: 107. brigada – Gradačac, 108. brigada – područje Brčkog, 107. brigada Zrinski – Tuzla
  - Peti korpus Armije RBiH: 101. dbr. puk. – Bihać

### Organizacija postrojbi
U početku, ustroj HVO-a je bio zasnovan na općinskim stožerima u čijim sastavima su bile različite postrojbe. Glavne udarne snage bile su postrojbe razine voda, satnije i bojne. Uviđa se brzo da takav ustroj i organizacija ne mogu iskoristiti sve potencijale i mogućnosti te se ustrojavaju brigade, čime je nametnut nov način ratovanja neprijatelju, što je za posljedicu imalo značajne rezultate.
Organizacijski su brigade HVO-a bile ustrojene na modificiranom predlošku organizacije pričuvnih brigada tipa "R" u
staroj JNA, a prema tom su rasporedu bile i opremane i imale planski sastav od 2841 časnika i vojnika. Međutim, u pojedinim područjima, posebno srednjoj Bosni, taktičke postrojbe HVO-a nikada nisu uspijevale dostići predviđenu snagu (broj časnika i vojnika). Na primjer, sredinom svibnja 1993. brigada Fran Krsto Frankopan u području Guča Gora – Travnik, brojila je samo 1376 časnika i vojnika.
Kao lake pješačke snage, brigade HVO-a obično su bile organizirane u tri ili četiri pješačke bojne, s minimalnom strukturom borbene i logističke potpore. Svaka pješačka bojna sastojala se od pet pješačkih četa, izviđačkog voda, protutenkovskog voda, pratećeg voda (opremeljenog 120 mm i 80 mm granatama i bestrzajnim puškama), logističkim vodom i komunikacijskim odjelom.
Nakon završetka bošnjačko-hrvatskog sukoba u veljači 1994. godine i stvaranja Vojske bošnjačko-hrvatske Federacije, postojeće pješačke brigade HVO-a preimenovane su u domobranske pukovnije (pukovnije Civilne zaštite), a došlo je i do stvaranja nekih novih domobranskih pukovnija. Istodobno, HVO je uspostavio Pokretno zapovjedništvo Glavnog stožera radi nadzora nad novoosnovanim "profesionalnim" gardijskim brigadama. Taj je stožer imao sjedište u Čapljini, a uključivao je: Prvu gardijsku brigadu (smještenu u Čapljini), Drugu gardijsku brigadu (smještenu u Mostaru), Treću gardijsku brigadu (smještenu u Vitezu), Četvrtu gardijsku brigadu (smještenu u Orašju) i dvije domobranske pukovnije.

## Poginuli pripadnici HVO-a
Karlo Rotim u svojoj knjizi "Obrana Herceg-Bosne" (1997.) objavio je dotad prikupljene (dakle nepotpune) podatke o 6377 poginulih hrvatskih branitelja u Bosni i Hercegovini po općinama koje su proglašene dijelom Hrvatske zajednice Herceg-Bosne 18. studenog 1991. godine:
| - Derventa – 477 - Mostar – 445 - Travnik – 423 - Vitez – 395 - Bosanski Brod – 386 - Žepče – 357 | - Bugojno – 235 - Novi Travnik – 233 - Orašje – 215 - Kiseljak – 191 - Busovača – 186 - Konjic – 185 | - Bosanski Šamac – 151 - Odžak – 148 - Uskoplje – 146 - Jajce – 145 - Tomislavgrad – 116 | - Fojnica – 114 - Rama – 109 - Livno – 109 - Modriča – 105 - Vareš – 103 | U ostalih 19 općina i dijelova općina koje su proglašene dijelom Herceg-Bosne, broj se kreće ispod stotinu ubijenih. |

Podaci Istraživačko-dokumentacijskog centra iz Sarajeva, koje mnogi smatraju vjerodostojnima, govore da je od 1991. do 1995. godine u Bosni i Hercegovini poginulo ili nestalo 7762 Hrvata (poznata imena i prezimena žrtava), od toga 5610 vojnika i 2152 civila. Čak 91,57 % hrvatskih vojnika poginulo je u sklopu Hrvatskog vijeća obrane, izraženo u brojevima, u Hrvatskom vijeću obrane poginulo je 5137 osoba hrvatske nacionalnosti.

## Hrvatska komponenta Vojske FBiH
Potpisivanjem Daytonskog mirovnog sporazuma krajem 1995. godine, službeno je završio rat u Bosni i Hercegovini. Uslijedilo je razdoblje u kojem su se našle postrojbe HVO-a koje karakterizira razdvajanje snaga na dva kilometra od dogovorenih crta razgraničenja, masovna demobilizacija, povlačenje u vojarne, skladištenje i redukcija oružja i opreme te ostale mjere koje su za svoj cilj imale smanjenje bojne moći, odnosno uspostave mira i povjerenja.
Jedna od odredbi Daytonskog sporazuma za cilj je imala i formiranje Vojske Federacije Bosne i Hercegovine (VFBiH), od Hrvatskog vijeća obrane i Armije Republike Bosne i Hercegovine, dojučerašnjih krvavih neprijatelja. Hrvatsko vijeće obrane je postalo hrvatska komponenta Vojske Federacije Bosne i Hercegovine. Taj cilj, koji je sebi postavila međunarodna zajednica, nije bio nimalo lak i jednostavan. Tražila su se nova odricanja i kompromisi, novi uvjeti te način života i rada, novi pogledi i razmišljanja. Sve je to bilo novi izazov za hrvatskog vojnika i časnika, na koji je mudro i odgovorno, bez sentimenta nepotrebnog gubljenja snage, odgovoreno. 
Njegova zadaća je bila da zajedno s bošnjačkom komponentom Vojske Federacije BiH štiti bošnjačko-hrvatski entitet u od potencijalnog rata, poplava, požara i sl. Uspostavom zajedničkog zapovjedništva, Glavni stožer Hrvatskog vijeća obrane, transformiran je u 1. hrvatski gardijski zbor, koji je svoje zapovjedništvo imao u vojarni Stanislav Baja Kraljević južno od Mostara.

## Hrvatska samouprava u BiH
Nakon formiranja Međužupanijskog-međuopćinskog vijeća, Hrvatska samouprava kreće u napadne akcije kojima je novu vlast htjela uvjeriti da se ne može vladati bez Hrvata. Na pitanju vojske, HDZ BiH je pokrenuo svoju najofenzivniju i najopasniju akciju na kojoj je, na kraju, i pao projekt samouprave. Najprije su vojnici hrvatske komponente Vojske Federacije BiH sa svojh odora, sukladno Jelavićevoj objavi da Federacija BiH više ne postoji, skinuli obilježja tog entiteta, zamijenivši ih državnim obilježjima BiH. Nakon toga, nekoliko je zapovjedništava velikih vojnih jedinica Hrvatskog vijeća obrane, a prije svih, Prvi hrvatski gardijski zbor Vojske Federacije BiH sa sjedištem u Mostaru objavio otkazivanje poslušnosti novoizabranom federalnom ministru obrane Miji Aniću. 
Dana 27. ožujka 2001. godine, Hrvatski narodni sabor je pozvao časnike i vojnike hrvatske komponente Vojske Federacije BiH na samoraspuštanje, uz obećanje da će svakog mjeseca dobivati po 500 konvertibilnih maraka novčane nakande. Većina časnika i vojnika, samovoljno, ovaj je poziv ispoštovala, te su vojarne HVO-a ostale prazne. Od naknade, ipak nije bilo ništa te su se časnici i vojnici HVO-a našli u teškom socijalnom položaju. Pritisnut nemogućnošću isplate obećanih naknada i teškim socijalnim statusom raspuštenih vojnika i časnika, dio vojno-političkih struktura u HDZ-u počinje se dogovarati s tadašnjim federalnim ministrom obrane Anićem o povratku vojnika u vojarne. Nakon takvog razvoja situacije dva generala HVO-a koja su provela odluku o samoraspuštanju HVO-a, sastaju se s Anićem i potpisuju sporazum o povratku raspuštenih vojnika i časnika u vojarne.
Jedine posljedice samoraspuštanja, na kraju, su bile nekoliko izgubljenih plaća za vojnike i časnike HVO-a, kao i gubitak položaja u vojnoj hirerahiji za one osobe koje su se najgorljivije založile da se raspuštanje provede. Povratkom u vojarne svih pripanika HVO-a najteža kriza izazvana samoupravom riješena je i nakon njezina okončanja, Hrvatska samouprava je prešla u potpunu defanzivu koja je završila objavom njezinog kraja na stranačkom saboru HDZ-a, 6. listopada 2001.

## Odličja
Odlukama predsjednika Republike Hrvatske, postrojbama Hrvatskoga vijeća obrane dodijeljena su odličja:

- Red Nikole Šubića Zrinskog:
  - 1. gardijska brigada HVO-a Ante Bruno Bušić – Livno (2020.)
  - 2. gardijska brigada HVO-a – Mostar (2020.)
  - 3. gardijska brigada HVO-a Jastrebovi – Vitez (2020.)
  - 4. gardijska brigada HVO-a Sinovi Posavine (2020.)
  - Specijalna policija MUP-a HR HB (2020.)[7]
  - Vojna policija HVO (2021.)
  - Postrojba za posebne namjene Ludvig Pavlović HVO (2021.)[8]
  - Brigada Kralj Tomislav HVO (2023.)[9]

## 1. pješačka (gardijska) pukovnija
Dana 1. prosinca 2005. godine Vojska Federacije Bosne i Hercegovine zajedno s Vojskom Republike Srpske je integrirana u sastav Oružanih snaga Bosne i Hercegovine. Danas se Oružane snage Bosne i Hercegovine sastoje od tri pukovnije, a 1. pješačka (gardijska) pukovnija je nasljednica Hrvatskog vijeća obrane, koja gaji tradiciju i kulturno-povijesno naslijeđe hrvatskog naroda. Pukovnija je smještena u vojarni Stanislav Baja Kraljević na mostarskom heliodromu u Rodoču, koja je većinom prepuštena na korištenje Sveučilištu u Mostaru. Zadržala je dostatnu zemljišnu površinu i tri zdanja: zgradu zapovjedništva, muzej i mauzolej kapelicu 2. gardijske brigade Hrvatskog vijeća obrane.
Imenovanje zapovjednika pukovnije i preuzimanje stijega održano je 15. ožujka 2007. godine. U duhu kulturno-povijesnog naslijeđa, definirano je da je Dan Hrvatskog vijeća obrane ujedno i dan 1. pješačke (gardijske) pukovnije. Popuna pukovnije ostalim djelatnicima počela je 15. srpnja, a završena 1. listopada 2007. godine. Zapovjedništvo pukovnije broji šest časnika i četiri dočasnika, a u svom funkcionalnom lancu ima još tri pješačke bojne unutar pješačkih brigada. Zapovjedništva pukovnija nemaju operativne ovlasti. 
Na temelju Zakona o službi u Oružanim snagama Bosne i Hercegovine zapovjedništva pukovnija imaju sljedeće zadaće: upravljati muzejom pukovnije, nadzirati financijski fond pukovnije, pripremati, istraživati i njegovati povijest pukovnije, objavljivati biltene pukovnije, čuvati kulturno-povijesno naslijeđe, davati upute o održavanju posebnih svečanosti, davati upute o običajima, odječi i ponašanju pukovnije, voditi časničke, dočasničke i vojničke klubove.

## Naslijeđe i budućnost
Trenutno se u Haaškom tribunalu sudi vodstvu negdašnje Herceg-Bosne i HVO-a (Jadranko Prlić, Bruno Stojić, Milivoj Petković, Slobodan Praljak, Valentin Ćorić, Berislav Pušić) po optužnici za zločine protiv čovječnosti, etničko čišćenje, kršenje Ženevskih konvencija i običaja ratovanja. Za počinjene zločine nad Bošnjacima pravomoćno su osuđeni Dario Kordić, Tihomir Blaškić i mnogi drugi iz vodstva Herceg-Bosne i Hrvatskog vijeća obrane. Tihomir Blaškić je nakon osam godina provedenih u Haagu pušten na slobodu zbog otkrivanja novih dokaza koji su pobili tezu da je general Tihomir Blaškić bio odgovoran za etničko čišćenje.
Hrvati su u Bosni i Hercegovini kroz otvoreno nacionalno pitanje opravdano zabrinuti oko pitanja njihove opstojnosti. Odgovor na hrvatsko pitanje u BiH može se naći u okvirima slobode i humanizma, poštovanja ljudskih vrijednosti i vrlina te povijesnog, duhovnog, političkog i ekonomskog narodnog integriteta. Nužno je nastaviti suprotstavljanje diskriminaciji i asimilaciji, negiranju i krivotvorenju motiva Hrvatskog vijeća obrane i rezultata Domovinskog rata i ranijih povijesnih pokušaja ostvarenja hrvatske narodne slobode. Bavljenje hrvatskim pitanjem u BiH ne treba biti motivirano nacionalnom ideologijom, šovinizmom ili revanšizmom, nego razlogom narodne egzistencije i opstanka u BiH što je nemoguće bez slobode i jednakosti s druga dva naroda u toj zemlji. 
Sadržaj hrvatskog pitanja u BiH mora biti prilagođen cjelovitom hrvatskom pitanju, ali i njegovim bosanskohercegovačkim uvjetima i suvremenim izazovima u široj regiji i svijetu. Bez obzira na to što je političkim mešetarenjem ukinuta Hrvatska Republika Herceg-Bosna i što se Hrvatsko vijeće obrane na međunarodnoj i bosanskohercegovačkoj razini nastoji kriminalizirati, ostaje činjenica da bi bez njih na ovom prostoru povijest bila potpuno drukčija, odnosno Hrvati bi danas bili još više politički marginalizirani i potpuno bačeni na rub društvenih zbivanja u BiH. 
Upravo zbog te činjenice odaje se priznanje svima onima, koji su doprinijeli stvaranju političkih i vojnih organizacija hrvatskoga naroda u BiH, te se evociraju uspomene na dane hrabrosti i odlučnosti u kojima se branio i obranio hrvatski opstanak na tom prostoru. Travanjski dani od prije dvadeset godina, duboko su se urezali u narodnu memoriju bosanskohercegovačkih Hrvata, kao dani ponosa i slave te sjećanja na Hrvatsku Republiku Herceg-Bosnu i Hrvatsko vijeće obrane, jedine sigurne instrumente hrvatskog opstanka u budućoj Bosni i Hercegovini, zajednici njezinih ravnopravnih naroda, građana i ostalih kakva ona danas, nije.

## Znakovlje
Znakovlje HVO-a nastajalo je u prijelomnim trenucima moderne hrvatske povijesti. Iz njega se može prepoznati trenutak u kojem se našao hrvatski narod u BiH. Ono je danas bez sumnje značajan činitelj nacionalne baštine, ali i svjedok likovnog stvaralaštva nadahnutog svesrdnim domoljubljem, kao i jamstvom prepoznatljivosti i održanja nacionalnog identiteta. Temelj nastanku znakovlja jest hrvatski grb, višestoljetni simbol hrvatske državnopravnosti, jedinstva i nepokolebljivosti, a iz čega se postupno razvojem vojske, razvilo se i znakovlje postrojbi, naglašavajući osobitost svake od njih, koje se slijeva u zajedništvo.
Gledano u cjelini, znakovlje Hrvatskog vijeća obrane, iako neujednačeno, estetski je odmjereno i razumljivo, a neki od znakova neodvojivi su od najviših dosega likovne kreacije. Prema istraživanju Večernjeg lista, izdanja za Bosnu i Hercegovinu, izrađeno je preko 500 različitog ratnog znakovlja HVO-a. Znakovlje HVO-a nastajalo je usporedno s utemeljenjem postrojbi, često i u jeku najžešćih borbi, uz pucnjeve i pjesmu, uz svjetlo svijeće, uz gitaru i uz pušku. U pravilu, središnji je motiv grb Herceg-Bosne, a najčešći drugi motivi su oružje (od mačeva do suvremenih pušaka, pištolja, topova i raketa), povijesna (šahirani grbovi, pleteri, viteški oklopi) i vjerska znakovlja (raspela, lica svetaca), likovi životinja i biljaka, ali i likovi velikana iz hrvatske povijesti, lica poginulih junaka iz Domovinskog rata.
- Prvotna inačica grba Hrvatskog vijeća obrane
- Zastava Hrvatskog vijeća obrane
- Kasnija inačica grba Hrvatskog vijeća obrane
- Oznaka 1. gardijske brigade Ante Bruno Bušić.
- Oznaka 2. gardijske brigade HVO-a
- Oznaka 3. gardijske brigade Jastrebovi
- Oznaka 4. gardijske brigade Sinovi Posavine
- Oznaka 111. xp brigade, poslije 111. dp. xp Žepče
- Oznaka 1. bojne 111. xp brigade Žepče
- Oznaka brigade Kralj Tomislav, poslije 79. dp.
- Oznaka 101. bosansko-brodske brigade
- Oznaka 102. odžačke brigade
- Oznaka 103. derventske brigade
- Oznaka 3. bojne 103. derventske brigade
- ATJ Širokobriješka Kažnjenička bojna
- Postrojba za posebne namjene Ludvig Pavlović
- Grb "93. D. Pukovnije Nikola Šubić Zrinski" Busovača
- Postrojba za posebne namjene Vitezovi
- Oznaka 44. domobranske bojne Jure Francetić
- Oznaka 1. MAD-a OG Bosanska Posavina
- Oznaka 1. bojne Stjepan Radić 104. brigade "Eugen Kvaternik" HVO-a Bugojno

## Tiskovine
Uz dobre rezultate na bojišnici i borbi za očuvanje slobode hrvatskog čovjeka, postrojbe Hrvatskog vijeća obrane su i u vrijeme najžešćih borbi imale glasila, biltene i literaturu, kojom se već tada počela pisati nova povijest hrvatskog naroda u Bosni i Hercegovini. U vremenu kada branitelji nisu imali posebnih prohtjeva nego samo odlučnosti i borbu za opstanak hrvatskog bića na prostoru BiH, ta glasila imaju neprocjenjenu vrijednost jer svjedoče o vremenu, događajima i osobama o kojima se sve manje govori. S pravom se može istaknuti da je ratna literatura danas vrijedna arhivska građa iz koje mlađi naraštaji mogu učiti. Tiskovine su pratile rad i djelovanje postrojbi HVO-a, od gardijskih brigada, vojne policije, političke uprave Ministarstva obrane HR HB, operativnih zona zapovjedništva:
- Aviza (HVO Jablanica)
- Bilten brigade Kralj Tvrtko (HVO brigada Kralj Tvrtko)
- Bojna (HVO Travnik i HVO Novi Travnik)
- Čitlučki list (HVO Čitluk)
- Drmaj (1. gardijska brigada HVO-a A. B. Bušić)
- Glas Komušine (45. d.b. Komušina, 111 d.p. Xp Žepče)
- Glasnik (Čapljina)
- Hrvatski list (Široki Brijeg i Mostar)
- HVO Riječ (HVO Sarajevo)
- Lašvanski glasnik (HVO Vitez)
- Livanjski vidici (HVO Livno)
- Ljubuški glasnik (HVO Ljubuški)
- Posavski vjesnik (HVO Bosanska Posavina)
- Sokol (Vojna policija Ljubuški)
- Redarstvenik (Ministarstvo unutarnjih poslova HR HB)
- Skopaljski vjesnik (HVO Uskoplje)
- Tenkist (Oklopna bojna 4 g.b. Sinovi Posavine)
- Travnička kronika (HVO Travnik)
- Usora (HVO Usora i HVO Jelah)
- Vrisak (HVO Široki Brijeg)
- Znaci i koraci (HVO Konjic)
- Za rodnu grudu (HVO Grude)

Uz navedene tiskovine, važno mjesto pripada glasilu Ministarstva obrane Hrvatske Republike Herceg-Bosne, Glasniku HVO-a. Prvi je svjetlo dana ugledao 5. srpnja 1994. godine i tiskan je u 3000 primjeraka. Izdavač je bila politička uprava MO-a HR HB i Ignac Koštroman, a glavni i odgovorni urednik Tihomir Begić. Sjedište redakcije je bilo u Posušju, a glasilo je izlazilo jednom mjesečno. Prvi broj glasila bio je u znaku posjeta predsjednika dr. Franje Tuđmana Bosni i Hercegovini. 
Razgovori, stanje na bojišnicama zbornih područja, savjeti, upozorenja, skrb, priče o postrojbama, prezentiranje rezultata na terenu, obljetnice HVO-a samo su dio sadržaja tog glasila. Glasnik je za kratko vrijeme postao tražena tiskovina iz broja u broj, njegov je sadržaj postajao zanimljiviji i traženiji. Kroz Glasnik su prošli svi, od najviših do najnižih zapovjednika i istaknuti političari u hrvatskom korpusu, no najviše se pozornosti davalo postrojbama i njihovim rezultatima. Od petog broja, Glasnik HVO-a mijenja ime u Bojovnik, što je bio rezultat pristiglih prijedloga čitatelja, a i želje uredništva da novine i naslovom asociraju na hrvatskog bojovnika.
1. pješačka (gardijska) pukovnija Oružanih snaga Bosne i Hercegovine izdaje svoje vojno glasilo, Gardist. Gardist izlazi godišnje od 2007. godine, a uredništvo čini vodstvo pukovnije. Glasilo sadrži sljedeće rubrike: Riječ urednika, Razgovor, Iz života postrojbi, Izobrazba, Povijest lakog naoružanja, Izazovi, Vojni tisak, Sjećanje na vitezove, Velikani hrvatskog naroda – postrojbe su nosile njihova imena, Istraživanja, Pročitali smo za vas, Baština, Duhovna misao i Od broja do broja.

## Galerija
- Pripadnici 1. MAD-a Zbornog područja Orašje na samovoznoj haubici 2S1 Gvozdika
- Pripadnici TRD-a 4.gmtbr HVO-a na samovoznoj haubici 2S1 Gvozdika tijekom rata u Bosanskoj Posavini.
- Pripadnici Hrvatskog vijeća obrane, 12. srpnja 1996. napuštaju sjedište NATO-ovog Savezničkog korpusa za brzo djelovanje u Jelahu, 4 km od Tešnja.
- Pripadnici Hrvatskog vijeća obrane su sudjelovali na vojnoj vježbi od 9. do 12. siječnja 1998. godine na vojnom poligonu Odlučna Barbara u Glamoču.
- Dva tenka T-55 Hrvatskog vijeća obrane u borbenom položaju tijekom spomenute vojne vježbe na poligonu u Glamoču.
- Pripadnici 2. gardijske brigade HVO-a pucaju iz strojnice 12,7 mm, na borbenom tenku T-55, tijekom vojne vježbe.
- Pripadnici 2. gardijske brigade HVO-a pucaju iz strojnice 12,7 mm na tenku T-55, tijekom vojne vježbe.
- Pripadnik Hrvatskog vijeća obrane kod 122mm haubice D-30J tijekom vojne vježbe.
- Pripadnik 2. gardijske brigade HVO-a ispaljuje projektil iz 122mm haubice D-30J, tijekom vježbe.
- Postrojenje postrojbi HVO-a, 11. svibnja 2001. godine u Rodoču, južnom predgrađu Mostara.

## Srodni članci
- Dodatak:Popis gradova i općina gdje je djelovao HVO
- Hrvatska Republika Herceg-Bosna
- Bosanskohercegovački Hrvati u Ratu u Bosni i Hercegovini
- Rat u Bosni i Hercegovini
- Bošnjačko-hrvatski sukob
- HVO Sarajevo
- HVO brigada Kralj Tvrtko
- 10. topničko raketni puk HVO
- Federacija Bosne i Hercegovine
- Bosna i Hercegovina

## Vanjske poveznice
- Ministarstvo obrane Bosne i Hercegovine  Arhivirana inačica izvorne stranice od 23. kolovoza 2011. (Wayback Machine)
- HVIDRA HVO-a Herceg-Bosne  Arhivirana inačica izvorne stranice od 3. rujna 2012. (Wayback Machine)
- Dokumenti proizašli iz rata u BiH
- Hrvatsko vijeće obrane - ustroj